# Open di Francia 1994
L'Open di Francia 1994, la 93ª edizione degli Open di Francia di tennis, si è svolto sui campi in terra rossa dello Stade Roland Garros di Parigi, Francia, dal 23 maggio al 5 giugno 1994.
Il singolare maschile è stato vinto dallo spagnolo Sergi Bruguera, che si è imposto sul connazionale Alberto Berasategui in quattro set col punteggio di 6–3, 7–5, 2–6, 6–1. Il singolare femminile è stato vinto dalla spagnola Arantxa Sánchez Vicario, che ha battuto la francese Mary Pierce. Nel doppio maschile si sono imposti Byron Black e Jonathan Stark. Nel doppio femminile hanno trionfato Gigi Fernández e Nataša Zvereva. Nel doppio misto la vittoria è andata a Kristie Boogert in coppia con Menno Oosting.

## Seniors

### Singolare maschile
Sergi Bruguera ha battuto in finale  Alberto Berasategui con il punteggio di 6–3, 7–5, 2–6, 6–1.

### Singolare femminile
Arantxa Sánchez Vicario ha battuto in finale  Mary Pierce con il punteggio di 6–4, 6–4.

### Doppio maschile
Byron Black /  Jonathan Stark hanno battuto in finale  Jan Apell /  Jonas Björkman con il punteggio di 6–4, 7–6.

### Doppio Femminile
Gigi Fernández /  Nataša Zvereva hanno battuto in finale  Vickie Paynter /  Lisa Raymond con il punteggio di 6–2, 6–2.

### Doppio Misto
Kristie Boogert /  Menno Oosting hanno battuto in finale  Larisa Neiland /  Andrej Ol'chovskij con il punteggio di 7–5, 3–6, 7–5.

## Junior

### Singolare ragazzi
Jacobo Diaz ha battuto in finale  Giorgio Galimberti con il punteggio di 6–3, 7–6.

### Singolare ragazze
Martina Hingis ha battuto in finale  Sonya Jeyaseelan con il punteggio di 6–3, 6–1.

### Doppio ragazzi
Gustavo Kuerten /  Nicolás Lapentti hanno battuto in finale  Maxime Boye /  Nicolas Escudé con il punteggio di 6–2, 6–4.

### Doppio ragazze
Martina Hingis /  Henrieta Nagyová hanno battuto in finale  Lenka Cenková /  Ludmila Richterová con il punteggio di 6–3, 6–2.